# Rock and roll
A rock and roll (ejtsd: rakendroll) zenei stílus és tánc, a 20. század 1940-es éveinek végén alakult ki a rhythm and blues, a hillbilly vagy más néven rockabilly és a western swing elemeiből.

## Története

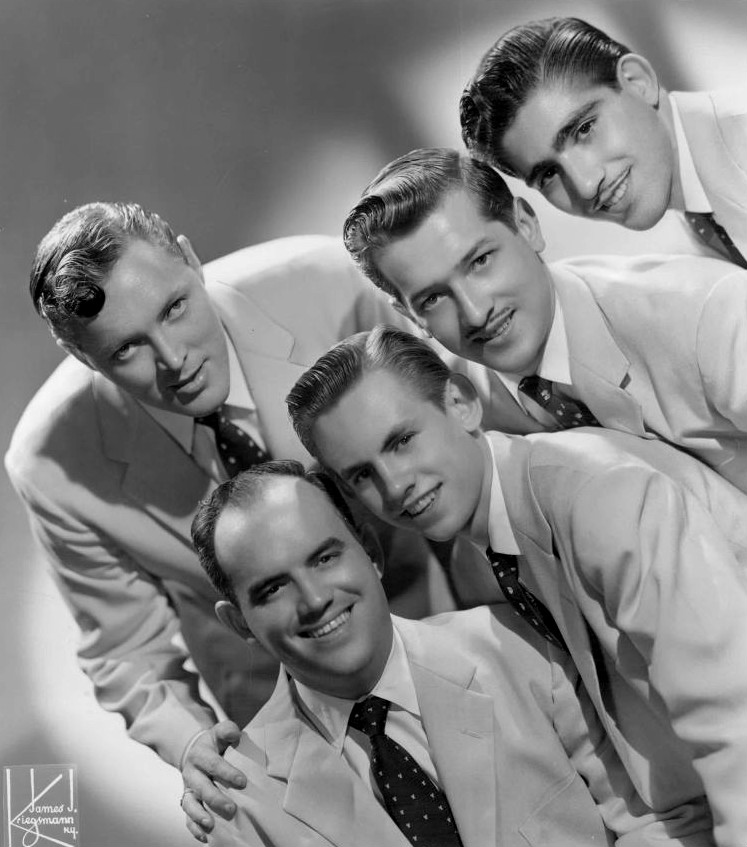
Bill Haley & His Comets

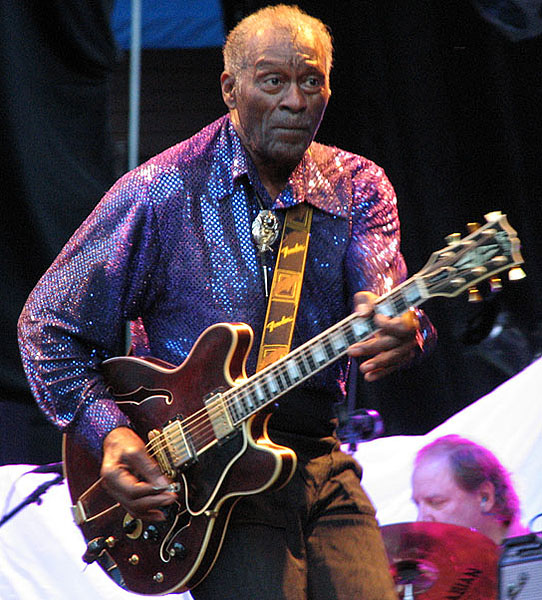
Chuck Berry

A rock and roll több műfaj keveredéséből született. A rhythm and blues, a hillbilly vagy más néven rockabilly és a western swing elemeiből forrt ki az 1940-es évek végén, hogy azután az 1950-es években viharos sebességgel hódítsa meg egész Amerikát, majd nemsokára átterjedjen Európába is. Egy clevelandi lemezlovas, Alan Freed használta először a rock and roll nevet 1953-ban.
A mai értelemben vett rock & roll születését 1954-re datálják, amikor Bill Haley sikerre vitte a ma is mindenki által ismert Rock Around the Clock című dalát. A főként gitárokból álló hangszerelést később kiegészítették a dobok, a fúvósok, a zongora. A rock and roll legnagyobb előadói mind az említett műfajokon nevelkedtek. Little Richard rhythm and blues előélettel rendelkezett, Chuck Berry a bluesban és a hillbillyben mozgott otthonosan, míg Bill Haley dalainak gyökere a western swingre nyúlik vissza.
A rock and roll csillaga 1962-ben áldozott le, amikor felerősödött a beat mozgalom és a Beatles lesöpörte a dobogóról.
A „rock and roll” kifejezést a korabeli magyar újságok a következőképpen fordították: „billegj és forogj” (Magyar Szó, 1956. október 24., 4. old.) „kergülj meg egy kicsit és csavarodj be” (Hajdú-Bihari Napló, 1957. november 3., 5. old.).

## Zenei világa
Egyik őse, a rhythm and blues (R&B) is a 40-es évek második felében kezdett kifejlődni. A Billboard magazin meghatározása szerint az R&B egy populáris fekete műfaj, míg a fehérek hasonló zenei stílusát a country and western névre keresztelték. A rhythm and bluest úgy tudjuk megkülönböztetni a klasszikus rock and roll számoktól, hogy általában fekete előadók éneklik, több benne a blues és a jazz elem, valamint a fúvósok is nagyobb szerepet kapnak.
Másik őse, a western swing Texas, Kalifornia és Oklahoma államokban volt népszerű a 40-es években és az 50-es évek elején. Megfigyelhetők benne a klasszikus swing, jazz, honky tonk és country dalok jellegzetességei.

## A tánc
A rock and roll mint tánc a boogie-woogie és a Lindy Hop swing elemeiből alakult ki.
Az akrobatikus rock & roll már inkább sport, mint tánc. Ennél a zeneiség visszaszorul, a lényeg inkább az akrobatika és a párok összehangolt szinkron kéz- és lábmunkája. Ezt a táncot koreográfiára táncolják, szemben a hagyományos rock & roll tánc irányzatokkal.
Angol tánctanárok alkották meg a versenytánc latin táncainak egyik legnépszerűbbikét: a jive-ot, mely szalonképes rock & roll, így a jive bevonult az előkelő báltermekbe és a világtánc-programba.

## Klasszikus előadói
- Chuck Berry
- Bo Diddley
- Bill Haley / Bill Haley & His Comets
- Buddy Holly / Buddy Holly & the Crickets
- Jerry Lee Lewis
- Little Richard
- Elvis Presley
- Big Joe Turner
- Eddie Cochran
- Ritchie Valens
- Big Bopper
- Fats Domino
- Carl Perkins

## Al- és rokon stílusok
- doo-wop
- garázsrock
- heartland rock
- rockabilly (hillbilly)
- roots rock
- surf rock

## Leszármazott stílusok
Lényegében a teljes rockzenei spektrum, de szorosabban:
- hard rock
- psychobilly